# Albert-Antoine-Joseph Paloque
Albert-Antoine-Joseph Paloque, francoski general, * 1882, † 1973.